# Duński Balet Królewski
Duński Balet Królewski (duń Kongelige Danske Ballet) – stały zespół baletowy Teatru Królewskiego w Kopenhadze, założony w 1748. Do rozkwitu zespołu przyczynili się przede wszystkim baletmistrzowie: Pierre Laurent, który w 1771 założył szkołę baletową; Vincenzo Galeotti - dyrektor (1775–1816) i twórca repertuaru baletów dramatycznych, oraz Auguste Bournoville, kierujący zespołem w latach 1829–77, od którego wywodzi się, zachowany do dziś, klasyczny styl baletu duńskiego.